# オクトポリスとオクトランティス

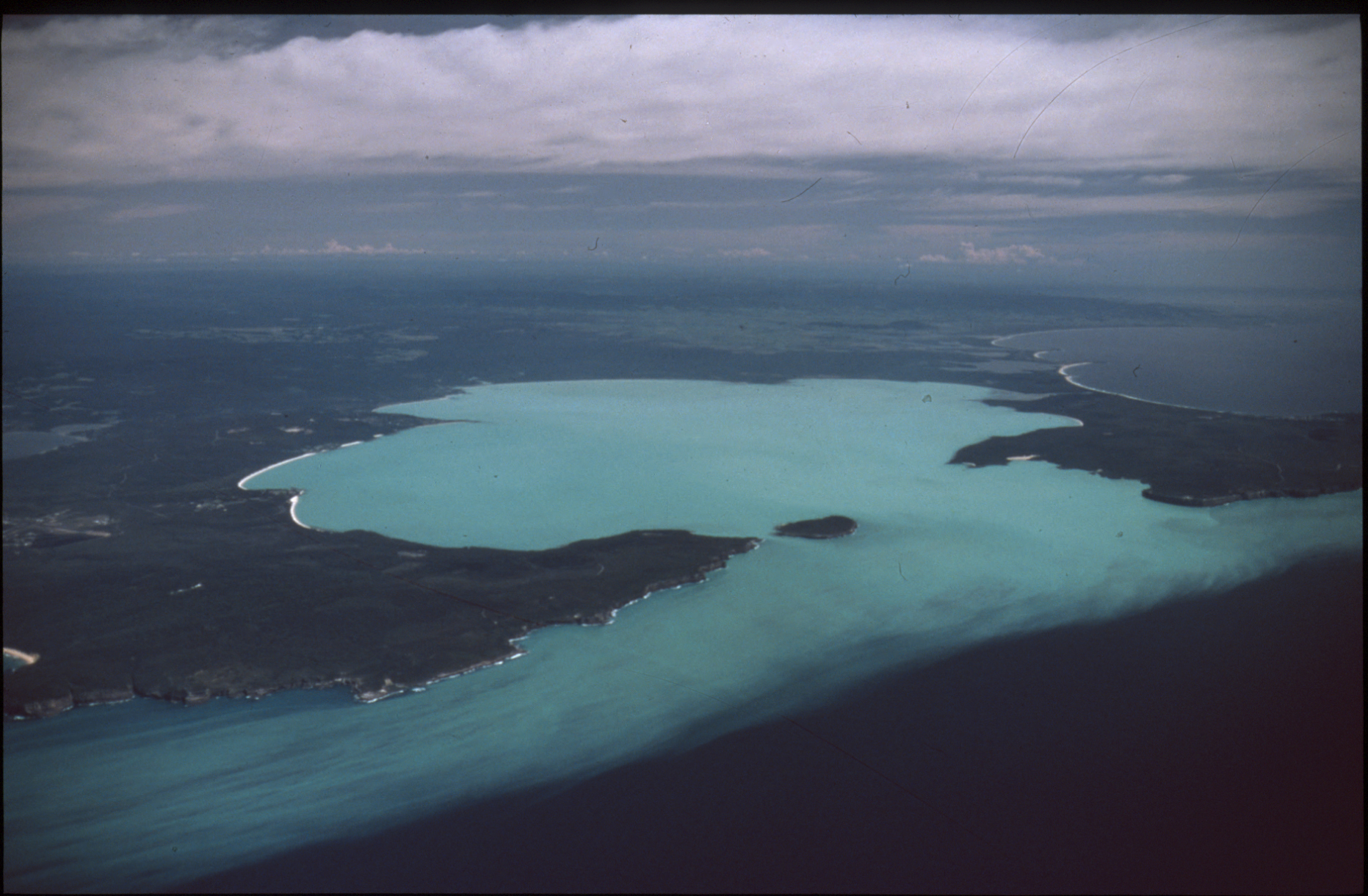
ジャービス湾

オクトポリスとオクトランティス（Octopolis and Octlantis）は、オーストラリアのジャービス湾に生息する種のタコ（gloomy octopus）によって作られた、2つの海中集落である。
ここでは、単独行動が基本とされるタコが集まって、生活したり、互いを追い出す様子が見られた。
オクトポリスは、2009年にダイバーによって発見・命名された、巣穴の集まり。廃棄された金属の周りに作られている。
オクトランティスは、2016年にダイバーによって発見され、アラスカ太平洋大学のDavid Scheelらに命名された。こちらは人工物ではなく、貝殻で作られている。